# Wietnamski Uniwersytet Narodowy w Ho Chi Minh
Wietnamski Uniwersytet Narodowy w Ho Chi Minh (wiet. Đại học Quốc gia Thành phố Hồ Chí Minh) – wietnamska publiczna szkoła wyższa funkcjonująca w Ho Chi Minh.
Uniwersytet jest jedną z dwóch uczelni w Wietnamie mających status Uniwersytetu Narodowego, drugim jest Wietnamski Uniwersytet Narodowy w Hanoi. Został założony w obecnej formie w 1995 roku na bazie już funkcjonujących uczelni. Składa się z 27 jednostek badawczych, edukacyjnych oraz zajmujących się transferem technologii, a także 8 kolegiów członkowskich, nazywanych uniwersytetami. 

## Struktura organizacyjna
W ramach uczelni funkcjonują następujące jednostki:
- Instytut Środowiska i Zasobów Naturalnych (VNUHCM-Institute of Environment and Resources)
- Uniwersytet Międzynarodowy (VNUHCM-International University)
- Uniwersytet Ekonomii i Prawa (VNUHCM-University of Economics and Law)
- Uniwersytet Technologii Informacyjnych (VNUHCM-University of Information Technology)
- Uniwersytet Nauk Przyrodniczych (VNUHCM-University of Natural Sciences)
- Uniwersytet Nauk Ścisłych (VNUHCM-University of Science)
- Uniwersytet Nauk Społecznych i Humanistycznych (VNUHCM-University of Social Sciences and Humanities)
- Uniwersytet Technologiczny (VNUHCM-University of Technology).